# خزامى زغبية
الخزامى الزغبية (باللاتينية: Lavandula pubescens) نوع نباتي يتبع جنس الخزامى من الفصيلة الشفوية.

## البيئة والانتشار
موطنه بلاد الشام ومصر. وينمو في مواسم الأمطار في المرتفعات الجبلية في اليمن.